# Amerila orientis
Amerila orientis är en fjärilsart som beskrevs av Müller 1982. Amerila orientis ingår i släktet Amerila och familjen björnspinnare. Inga underarter finns listade i Catalogue of Life.